# Salviano di Marsiglia
Salviano di Marsiglia (400 o 405 – 451 o successivamente) è stato uno scrittore latino.
Fu uno scrittore cristiano, probabilmente originario di Colonia o di Treviri.

## Biografia
Della sua vita poco è accertato. Salviano fu educato alla scuola di Treviri apparentemente da maestri cristiani. In data sconosciuta si sposò e si stabilì nel sud est della Gallia a Lerina; quindi, divenuto sacerdote, visse a Marsiglia. Dalla sua compagna, Palladia, ebbe una figlia, Auspiciola.
Nei suoi scritti appaiono riferimenti a studi fatti sul diritto romano; questo sembra avvalorare una nascita aristocratica come egli stesso riferisce a proposito di una parentela "non oscura".
La sua nona lettera è un documento importante per la storia della pseudonimia nella letteratura greca antica.

## Pagani, cristiani e Medioevo
Salviano di Marsiglia non attribuisce ai cristiani la colpa di essere distruttori dell'Impero, che «dopo il sacco di Roma  aveva preso nuova forza», ma, «rovesciando il problema, attribuisce ai cristiani una colpa diversa (...): la colpa di essere dei falsi cristiani, che non pensano ad altro che al denaro, che sono moralmente corrotti come lo sono i Romani». Corresponsabilità quindi di pagani e cristiani della debole realtà politica e sociale dell'Impero. Salviano profetizza che il futuro sia dei Germani, «barbari, invasori, pagani o cristiano-eretici (ariani), ma umanamente e e moralmente giovani e sani. In questo senso profetico, si potrebbe dire che il Medioevo comincia con Salviano. (...)».

## Opere
Le opere a noi giunte sono:
- Adversus Avaritiam
- De gubernatione Dei - 8 libri, scritti fra il 439 e il 451[2] (traduzione italiana: Il governo di Dio, Città nuova 1994)
- Epistolae

## Curiosità
Nell'aprile 2011 le sue tesi contenute nel De gubernatione Dei sono state riprese dal vicepresidente del CNR Roberto De Mattei; nell'opera di Salviano vi infatti è un raffronto fra i vizi dei Romani e le virtù dei barbari portato allo scopo di dimostrare come la Provvidenza agisca attraverso i secondi per punire i vizi dei primi. De Mattei ha focalizzato la sua attenzione soprattutto sulla questione dell'omosessualità esplicitamente contenuta nel testo di Salviano.